# Golpe de Estado en Burkina Faso de 2015
El golpe de Estado de Burkina Faso de 2015 tuvo lugar el 16 y 17 de septiembre de dicho año, cuando fuerzas del Regimiento de Seguridad Presidencial (en francés: Régiment de sécurité présidentielle, RSP) de Burkina Faso asaltaron la sede del gobierno de este país en Uagadugú, durante la celebración de un consejo de ministros. Los militares, liderados por el general Gilbert Diendéré que fue durante años mano derecha del dictador Blaise Compaoré, tuvieron retenidos por la fuerza al presidente Michel Kafando, al primer ministro Isaac Zida (excomandante adjunto del RSP) y varios miembros del gabinete y declararon la disolución del gobierno de transición creado a raíz de la revuelta popular de 2014 y de las demás instituciones del Estado. Finalmente el golpe de Estado fracasó y el 23 de septiembre el presidente interino y el Primer ministro fueron restituidos en sus cargos. En octubre de 2015 Diendéré fue detenido y acusado oficialmente entre otros cargos de "crimen contra la humanidad", "atentado a la seguridad del estado" y "alta traición".

## Antecedentes
En los días inmediatamente anteriores al golpe, el Regimiento de Seguridad Presidencial (RSP) —que previamente había estado involucrado en varios presuntos intentos de golpe de Estado durante el gobierno de Blaise Compaoré— estaba bajo un intenso escrutinio público. El 14 de septiembre de 2015 se informó que una comisión encargada de proponer reformas después de la revuelta de 2014, había llegado a la conclusión de que el RSP debía ser desmantelado y sus miembros reasignados. El informe, presentado al primer ministro Yacouba Isaac Zida, describió al RSP como "un ejército dentro de un ejército".

## Acontecimientos
El 16 de septiembre de 2015, soldados del Regimiento de Seguridad Presidencial (RSP) de Burkina Faso —creado en 1995 por el entonces presidente Blaise Compaoré y que consta de unos 1 200 efectivos— interrumpieron una reunión del Consejo de Ministros en el Palacio de Kosyam en Uagadugú, y tomaron cuatro personas como rehenes, entre ellos el presidente de transición Michel Kafando, el primer ministro Isaac Zida, así como los ministros Augustin Loada y René Bagoro.
Tras rechazar el golpe de Estado, el presidente del Consejo Nacional de la Transición (CNT) de Burkina Faso, Chérif Sy, dirigió un comunicado a los militares y a la ciudadanía en general pidiendo ayuda para frenar el golpe de Estado, y reivindicándose como actual mandatario del país, hasta que el presidente Michel Kafando vuelva a sus funciones.
El 17 de septiembre de 2015, los líderes del golpe de Estado anunciaron la destitución del presidente Michel Kafando, la disolución del gobierno y el legislativo transitorio —el Consejo Nacional de la Transición (CNT)—, así como la creación de un nuevo organismo de transición, una junta militar de gobierno denominada «Consejo Nacional para la Democracia» (CND), con dos objetivos: «reconstruir democráticamente el país a través de la organización de elecciones presidenciales y legislativas» y «asegurar a los actores regionales que se mantienen los acuerdos vinculantes de Burkina Faso». El general Gilbert Diendéré —excomandante del RSP durante el gobierno de Blaise Compaoré hasta la revuelta de 2014— fue nombrado presidente de dicho consejo.
En las calles de Uagadugú, Bobo-Dioulasso y otras ciudades de Burkina Faso han ocurrido protestas populares contra el golpe de Estado, y los manifestantes exigen el regreso de Michel Kafando a la presidencia del país y la continuación del proceso electoral convocado para el 11 de octubre de 2015.
La represión de las protestas, desde el día del golpe de Estado hasta el 19 de septiembre, ha provocado la muerte de al menos diez personas en Uagadugú —en su mayoría jóvenes que fallecieron por heridas de arma de fuego— y alrededor de 80 heridos, víctimas de las patrullas del Regimiento de Seguridad Presidencial  (RSP).
Las crecientes tensiones entre los manifestantes y miembros del RSP obligaron al presidente de la CND, Gilbert Diendéré, a anunciar que las elecciones presidenciales y legislativas —originalmente programadas para el 11 de octubre de 2015— se organizarán «de forma rápida» y que «los prisioneros serán liberados».
El 18 de septiembre de 2015, la CND anunció que el presidente derrocado Michel Kafando y los demás prisioneros eran liberados, con la excepción de Isaac Zida que se encontraba bajo arresto domiciliario. Por otra parte, las fronteras aéreas y terrestres fueron reabiertas para «normalizar la situación del país». En la misma fecha, el presidente de Senegal, Macky Sall, quien también es presidente de la CEDEAO, y el presidente de Benín, Yayi Boni, visitaron Uagadugú para impulsar el proceso de transición democrática a través de negociaciones, en especial con Gilbert Diendéré, Michel Kafando y otros actores políticos.

## Respuesta internacional
En respuesta al golpe de Estado, unos veinte soldados franceses de una unidad de inteligencia fueron desplegados en Uagadugú. Varias organizaciones internacionales condenaron los hechos, como la Organización de las Naciones Unidas, la Unión Africana y la Comunidad Económica de los Estados de África Occidental (CEDEAO), que pidieron la liberación de los detenidos, y expresaron su apoyo a la transición democrática en el país.
El secretario general de Naciones Unidas, Ban Ki-moon, en un comunicado conjunto con la Unión Africana se mostró horrorizado por el acontecimiento y reclamó la inmediata liberación tanto del presidente como del primer ministro de Burkina Faso, quienes permanecían retenidos en un campamento militar.

## Fracaso del Golpe de Estado y restitución del Gobierno
El día 23 de septiembre de 2015, tras una ceremonia protocolar retornó a su cargo el presidente interino de Burkina Faso Michel Kafando y el Primer ministro Isaac Zida, una semana después de los hechos, tras la llegada a la capital, Uagadugú, de tres unidades militares del interior del país contrarias al golpe de Estado y las negociaciones de la Union Africana y de la Comunidad Económica de los Estados de África Occidental (CEDEAO/ECOWAS), que obligaron a los golpistas a desistir. 
Tras la ceremonia de restitución el general Gilbert Diendéré declaró que el golpe había terminado, reconoció su error por el intento y aseguró estar dispuesto a afrontar a la justicia. El intento de golpe de Estado causó la muerte de diez personas y sesenta resultaron heridas.
Tras el acuerdo para el fin de las hostilidades, el Gobierno interino ordenó la disolución del grupo golpista, el RSP, cuyo número estimado era de 1.3000 soldados. Días después el general Diendére denunciaba que la seguridad de sus militares no estaba garantizada. Como respuesta el jefe del Estado Mayor le acusó junto al ministro de Exteriores del antiguo régimen, Djibril Bassole, de buscar ayuda internacional (incluso por fuerzas islamistas del Movimiento Nacional por la Liberación de Azawad de la vecina Malí) para desestabilizar el país. Finalmente, el ejército burkinés lanzó una operación contra la guardia presidencial que se encontraba atrincherada en un cuartel de la capital y, sin producir bajas, se logró la rendición de los últimos golpistas.
Tras anunciar en varias ocasiones que se enfrentaría a la justicia se entregó a las autoridades burkinesas el 1 de octubre de 2015 en la residencia del nuncio apostólico, embajador de la Santa Sede, donde se había refugiado dos días antes, en el momento en el que se detuvo a los últimos elementos golpistas del RSP que se parapetaron en un cuartel. Fue conducido a la base de la gendarmería de Paspanga, cerca del centro de la ciudad y puesto en manos de la justicia militar.
El 16 de octubre se anunció que por su implicación en el golpe estaba acusado oficialmente entre otros cargos de "crimen contra la humanidad", "atentado a la seguridad del estado" y "alta traición".
Las elecciones generales previstas para el 11 de octubre de 2015 fueron aplazadas hasta el 29 de noviembre. Finalmente se celebraron y Roch Marc Christian Kabore fue elegido presidente de Burkina Faso por un periodo de 5 años. Fue investido el 30 de diciembre de 2015.

### Respuesta Internacional a la Restitución
El Secretario General de Naciones Unidas Ban Ki Moon aplaudió la restitución del poder de las autoridades de la transición en Burkina Faso y ha realizó un llamamiento a la calma y moderación.

## Consecuencias
El gobierno interino burkines ordenó mediante decreto la disolución y desarme del Regimiento de Seguridad Presidencial, además se ordenó la destitución del Ministro de Seguridad y el Jefe del Estado Mayor de la Presidencia, mientras que el parlamento creó una comisión para investigar los hechos.
La justicia de Burkina Faso ordenó el embargo de los bienes de los responsables del intento golpista. En el listado se mencionan 14 personas
El cabecilla del golpe, Gilbert Diendéré, detenido el 1 de octubre de 2015, fue acusado entre otros cargos de "crimen contra la humanidad", "atentado a la seguridad del estado" y "alta traición".